# 浮山路街道
浮山路街道是中国山东省青岛市李沧区下辖的一个街道。

## 行政区划
浮山路街道下辖福岛路社区、浮山路社区、河南庄社区、南庄社区、河南社区、东李社区、河东社区、百通花苑社区、九水路社区、台柳路社区、旭东社区、福林苑社区。

## 人口
2010年中国第六次人口普查时，浮山路街道共有人口60756人。共有家庭19937户，平均每户2.68人。14岁以下的少年儿童共8816人，占总人口14.51%；15-64岁人口共48792人，占总人口80.30%；65岁及以上的老年人共3148人，占总人口的5.181%。男性共计31243人，占总人口51.42%；女性共计29513，占总人口48.57%。本地居住的人口中，拥有本地户籍的人口为18543人，占30.52%。